# 白砂町 (名古屋市)
白砂町（しらすなちょう）は、愛知県名古屋市瑞穂区の地名。現行行政地名は白砂町1丁目から白砂町5丁目。住居表示未実施地域。

## 地理
名古屋市瑞穂区南東端部に位置する。東は天白区、西は中根町、南は井の元町、北は弥富通に接する。

## 歴史

### 町名の由来
弥富町の小字名「白砂前」による。天白川の決壊による氾濫が発生すると、当地の田園が砂に埋まり、白い川原のようになったことによるという。この他に「しら」とは移動を表し、風や水により砂が移動する様子を表すとの説もある。

### 行政区画の沿革
- 1952年（昭和27年）4月10日 - 瑞穂区弥富町字白砂前・浅岡・平子・輪ノ内・池下・内山・横成・菅田田・松井・安川・井ノ元の各一部により、同区白砂町1〜5丁目として成立[1]。
- 昭和46年（1971年）4月20日 - 瑞穂区弥富町字井ノ元の一部を4丁目に編入する[1]。また、一部が井の元町に編入される[8]。

## 世帯数と人口
2019年（平成31年）3月1日現在の世帯数と人口は以下の通りである。
| 町丁   | 世帯数    | 人口    |
| ------ | --------- | ------- |
| 白砂町 | 1,131世帯 | 2,592人 |

### 人口の変遷
国勢調査による人口の推移
| 1955年（昭和30年） | 2,179人 | [ 10 ] |  |
| 1960年（昭和35年） | 2,599人 | [ 11 ] |  |
| 1965年（昭和40年） | 3,090人 | [ 11 ] |  |
| 1970年（昭和45年） | 3,423人 | [ 12 ] |  |
| 1975年（昭和50年） | 3,270人 | [ 12 ] |  |
| 1980年（昭和55年） | 3,093人 | [ 13 ] |  |
| 1985年（昭和60年） | 2,966人 | [ 13 ] |  |
| 1990年（平成2年）  | 2,939人 | [ 14 ] |  |
| 1995年（平成7年）  | 2,912人 | [ 15 ] |  |
| 2000年（平成12年） | 2,818人 | [ 16 ] |  |
| 2005年（平成17年） | 2,635人 | [ 17 ] |  |
| 2010年（平成22年） | 2,654人 | [ 18 ] |  |

## 学区
市立小・中学校に通う場合、学校等は以下の通りとなる。また、公立高等学校に通う場合の学区は以下の通りとなる。
| 番・番地等 | 小学校               | 中学校               | 高等学校 |
| ---------- | -------------------- | -------------------- | -------- |
| 全域       | 名古屋市立中根小学校 | 名古屋市立萩山中学校 | 尾張学区 |

## 施設
- 中根公園[21]北緯35度7分2.1秒 東経136度57分41秒 / 北緯35.117250度 東経136.96139度
- 天白川サイクリングセンター[21]

## その他

### 日本郵便
- 郵便番号 : 467-0056[4]（集配局：瑞穂郵便局[22]）。